# Spilcentrum Don Boscostraat
Spilcentrum Don Boscostraat is een spilcentrum in Eindhoven. Het complex behuist Saltomontessorischool de Trinoom, kinderdagverblijf Korein, Peuterplaza en sportbedrijf De Karpen.

## Locatie

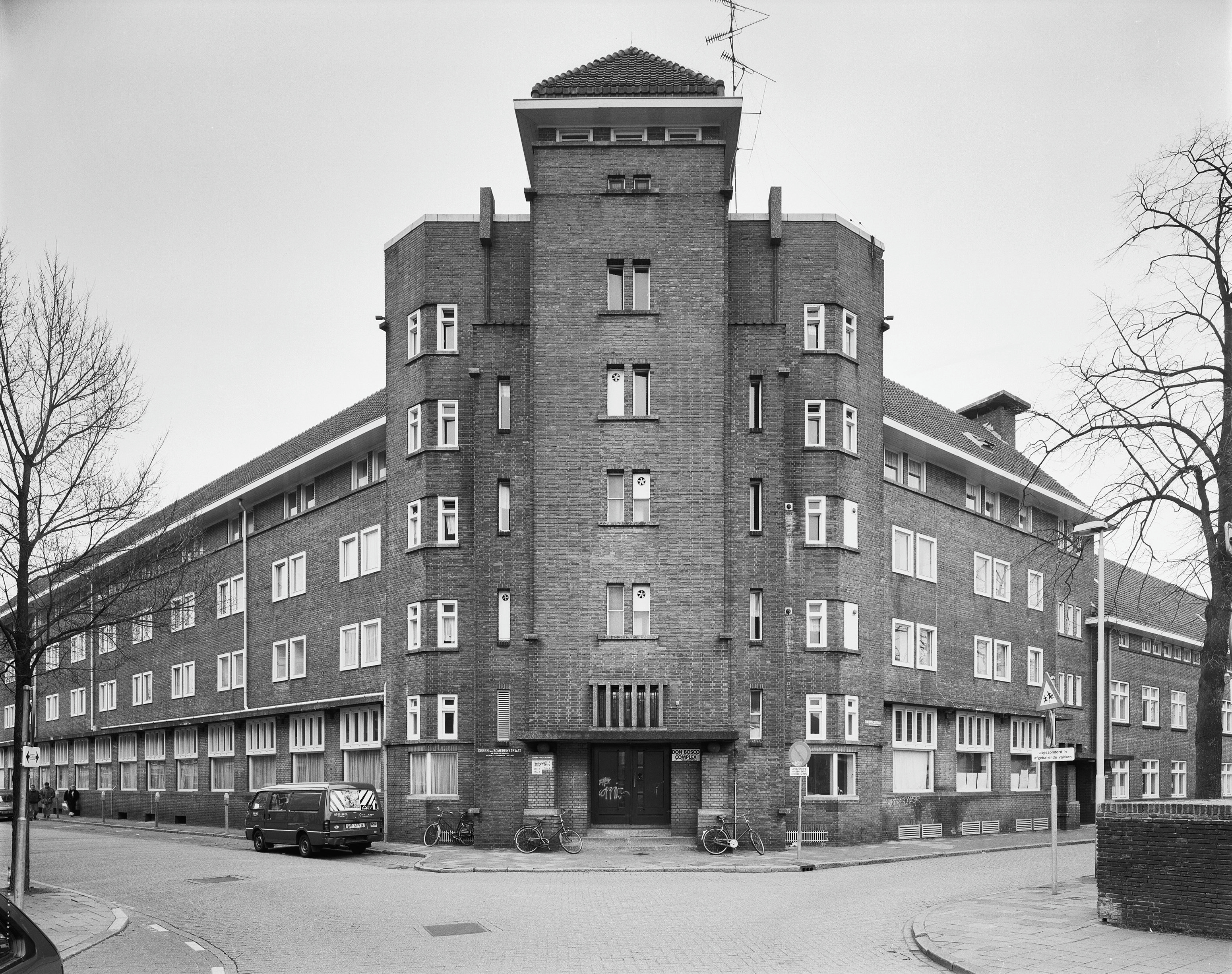
Het pand ten noorden van het spilcentrum (1993)

Het spilcentrum ligt in De Bergen, een wijk ten zuidwesten van het Eindhovens centrum. De buurt werd in de eerste helft van de 20e eeuw ontwikkeld voor onderwijsdoeleinden met bijbehorende faciliteiten en is thans een woonwijk. Het complex is aan het zuiden door een muur gescheiden van de Sint-Catharinakerkhof. Aan de noordzijde wordt het aan de overkant van de Don Boscostraat begrensd door een gemeentelijk monument dat strekt over de Deken van Somerenstraat 5-45 en de Don Boscostraat 1-3. Dit pand was voorheen gezellenhuis, zusterhuis, weeshuis en school, en doet thans dienst als studentenhuisvesting. Het spilcentrum en dit pand gelden als oriëntatiepunten in de wijk die door hun functie een bijzondere uitstraling hebben tussen de ‘gewone’ bebouwing, en een cruciale rol hebben gespeeld in de ontwikkeling van de ruimtelijke structuur en cultuurhistorie van de wijk.

## Geschiedenis

### 1930-2004: Oorspronkelijke bouwcomplex
De eerste gebouwen van wat een scholencomplex werd, werden in 1930 gebouwd. Ze behuisden toen een Rooms-katholieke jongensschool voor ULO, later BLO. Het pand op het huidige adres was een ontwerp van de Eindhovense architect Kees de Bever (1897–1965) en heeft een traditionele bouwstijl met baksteen en kenmerkende raampartijen. De school werd binnen enkele jaren uitgebreid met enkele losstaande vleugels, waaronder in 1934 een nieuwe vleugel langs de muur van de Sint-Catharinabegraafplaats aan de zuidzijde.
Tot diep in de tweede helft van de 20e eeuw is het complex diverse schoolfuncties blijven vervullen, totdat het door de gemeente werd overgenomen.

### 2004-2009: Verbouwing en uitbreiding
Het complex werd in 2008 verbouwd tot spilcentrum Don Boscostraat. Hiervoor werd naar ontwerp van Architecten En En drie verschillende oude schoolgebouwen samengevoegd en met elkaar verbonden door slimme nieuwbouw.
De verbouwing en uitbreiding bestond uit de realisatie van 25 lokalen voor basisonderwijs, twee peuterspeelzalen, drie ruimtes voor kinderdagopvang, twee ruimtes voor buitenschoolse opvang en een multifunctionele gym- en sportzaal. De twee gerenoveerde gebouwen zijn gekoppeld door een gedeelte waarin de aula en een sportaccommodatie zijn gevestigd. Het complex werd in compartimenten ingedeeld die kunnen worden afgesloten.
In 2009 werd het gebouw opgeleverd en betrokken De Trinoom, Korein, Peuterplaza en sportbedrijf De Karpen het pand.

## Spilcentrum
SPIL staat voor spelen, integreren en leren, en een spilcentrum heeft als doel de educatieve ondersteuning voor kinderen van 0 tot 13 jaar te verbeteren. Spilcentrum Don Boscostraat wordt gevormd door de basisschool Trinoom, kinderopvang en buitenschoolse opvang van Korein, peuterspeelzalen van Peuterplaza en sportbedrijf De Karpen, die de gymnastiekzaal beheert.

### De basisschool
De Trinoom heeft als doel kinderen te begeleiden in hun eigen leerproces. Dit gebeurt in een omgeving waar ze actief de wereld ontdekken, passend bij de 21e-eeuwse vaardigheden. De nadruk wordt gelegd op vertrouwen en zelfvertrouwen, zelfstandigheid en samenwerken, kritisch denken en de ontwikkeling van creativiteit, het verwerven van kennis en het ontwikkelen van sociale vaardigheden. De missie van de school is om kinderen en leerkrachten de kans te geven zich te ontwikkelen en te ontdekken wie ze willen zijn.

### Kinderopvang en peuterzalen
Korein Don Boscostraat is onderdeel van het spilcentrum en bestaat uit twee babygroepen, twee peutergroepen, een play & meet groep voor expatkinderen en groepen buitenschoolse opvang voor kinderen van 4 tot 13 jaar (Kidzclub, Campus en Teenz). Samen met De Trinoom wordt gewerkt aan de invulling van een doorgaande montessorilijn voor kinderen vanaf 2 maanden tot 13 jaar.